# 鮑曼灣
鮑曼灣（英語：Bowman Inlet），是南極洲的海灣，位於葛拉漢地的鮑曼海岸，處於凱冰原島峰和普拉特角之間的霍利克-凱尼恩半島，在1935年11月23日由美國探險隊拍攝照片，現時由南極條約體系管理。
68°42′S 64°23′W / 68.700°S 64.383°W